# Akinezija
Akinezíja ali akinéza (grško starogrško α-: a- brez + starogrško κίνησις:  kinesis - gibanje) je nevrološki sindrom, ki označuje nezmožnost izvajanja hotenih telesnih gibov. Pojem se uporablja tudi, kadar opisujemo nezmožnost začenjanja izvajanja hotenih telesnih gibov. Običajno je pridruženo splošno pomanjkanje samodejnih in spontanih gibov. Mišična moč pri akineziji ni zmanjšana. Ločiti jo moramo od paralize (ohromelosti) in pareze (omrtvelosti), kjer gre za izgubo ali oslabitev mišične moči. Akinezija se najpogosteje pojavi pri napredovanih stopnjah Parkinsonove bolezni.
Sorodni nevrološki pojmi so:
- Hipokinezija (starogrško υπο: hypo - spodaj + starogrško κίνησις: kínesis - gibanje) – sindrom, ki označuje zmanjšano zmožnost izvajanja hotenih gibov oziroma nezmožnost izvajanja gibov z veliko amplitudo (razponom).
- Bradikinezija (starogrško βραδύς: bradýs - počasen + starogrško κίνησις: kínesis - gibanje) – sindrom, ki označuje upočasnitev hotenega gibanja. Klinično se kaže kot nezmožnost izvajanja hitrih gibov.
- Rigidnost (latinsko rigiditas - togost) – sindrom, ki označuje okorelost, togost, povečan mišični tonus (napon, napetost). Klinično se kaže kot povečan upor proti vsiljenim, pasivnim gibom.[2]
- Akineziji nasproten sindrom je hiperkinezija ali hiperkineza (starogrško υπερ: hyper -  nad + starogrško κίνησις: kínesis - gibanje), ki označuje prekomerno povečano mišično aktivnost.

## Akinetično-rigidni sindromi
Akinezija spada med motnje gibanja. Te se delijo v dve skupini: akinetično-rigidni sindromi in diskinezije. Za akinetično-rigidne sindrome so značilni parkinsonizmi, ki označujejo nevrološke sindrome z zmanjšano hoteno gibljivostjo (hipokinetični znaki), mišično rigidnostjo, posturalno (položajno) nestabilnostjo in tremorjem (hitro, ritmično tresenje mišic, udov in drugih delov telesa) v mirovanju.
Vzroki za akinetično-rigidne sindrome so:
- Idiopatska sporadična Parkinsonova bolezen
- Gensko pogojena Parkinsonova bolezen

dominantna (npr. mutacije α-sinukleina na kromosomu 4)
recesivna (npr. mutacije parkina na kromosomu 6)
- Reverzibilni z zdravili sproženi parkinsonizmi

zapora dopaminskih receptorjev (npr. fenotiazini)
nižanje koncentracije dopamina (npr. tetrabenazin)
- Žilni psevdoparkinsonizem (multipli infarkt zaradi zapore malih žil)
- Toksični parkinsonizmi (MPTP†, ogljikov monoksid, metanol, mangan)
- Postencefalitični parkinsonizmi (encephalitis lethargica, japonski encefalitis B) in drugi infektivni vzroki (HIV, prionska bolezen)
- Posttravmatični parkinsonizem (encephalopathia pugilistica)
- Hidrocefalus
- Neoplazma
- Paraneoplastični sindromi
- Druge nevrodegenerativne bolezni

sporadične
Multipla sistemska atrofija (MSA)
Progresivna supranuklearna pareza (PSP)
Kortikobazalna degeneracija (CBD)
Demenca z Lewyjevimi telesci
genetske dominantne
Huntingtonova bolezen
Spinocerebelarna ataksija (tip 2 in 3)
genetske recesivne
Wilsonova bolezen
Hallervorden-Spatzova bolezen
nejasne
Kompleks parkinsonizem-demenca-ALS‡ z otoka Guam
Atipični parkinsonizem z otoka Guadeloupe
† 1-metil-4-fenil-1,2,3,6-tetrahidropiridin
‡ amiotrofična lateralna skleroza

## Bazalni gangliji
Vzroki za akinezijo in druge hipokinetične znake so motnje v delovanju bazalnih ganglijev.

### Anatomija
Bazalni gangliji so globoka jedra velikih možganov. Sestavljajo jih nucleus lentiformis, nucleus caudatus, substantia nigra in nucleus subthalamicus. Nucleus lentiformis se deli na putamen in na globus pallidus, pri katerem se dalje loči notranji in zunanji segment. Nucleus caudatus ima obliko črke C in leži ob stranskem možganskem ventriklu. Substantia nigra se deli na zadajšnji pars reticulata in sprednji pars compacta. Putamen in nucleus caudatus sestavljata funkcionalno enoto, imenovano striatum, globus pallidus pa se imenuje tudi pallidum. Skozi bazalne ganglije poteka bela možganovina (vlakna živčnih celic), imenovana capsula interna. Medialno od njih je talamus, tretji in stranska možganska ventrikla, lateralno pa capsula externa.

### Fiziologija
Delovanje bazalnih ganglijev še ni docela raziskano, kljub temu pa v grobem poznamo njihovo vlogo. Bazalni gangliji uravnavajo gibalno aktivnost, ki se sproži v skorji velikih možganov. Ker so del motorične kontrole v možganih, ki nima neposredne povezave s piramidno (kortikospinalno) progo, predstavljajo ekstrapiramidni sistem. Aktivnost v nevronih striatuma se pojavi pred začetkom giba, kar nakazuje, da ti nevroni pomagajo izbrati gib, ki naj bi se izvedel. Poleg nadzora motorike prispevajo bazalni gangliji tudi k čustvenim in kognitivnim funkcijam osrednjega živčevja. Za razliko od malih možganov nimajo povezav s hrbtenjačo, imajo pa povezave z možgansko skorjo, talamičnimi jedri (ventralnim anteriornim, ventralnim lateralnim in medialnim dorzalnim jedrom ter nekaterimi intralaminarnimi jedri) in drugimi področji (nucleus pedunculopontinus, colliculus superior). Povezav ali zank med skorjo, bazalnimi gangliji in talamusom je več vrst. Vsaka zanka izvira v različnih predelih skorje, ki imajo podobno vlogo. Vsaka zanka poteka skozi druga jedra bazalnih ganglijev in talamusa ali skozi različne dele istih jeder. Zanke se zaključujejo v različnih delih skorje frontalnega režnja.
Za potrebe razumevanja akinezije sta opisani skeletomotorična in okulomotorična zanka. Signali, ki potujejo skozi skeletomotorično zanko, nastanejo v primarni somatosenzorični skorji in frontalnih motoričnih področjih. Nevroni skorje ekscitirajo nevrone v putamnu. Iz putamna vodita dve poti do talamičnih jeder – direktna in indirektna. V direktni poti putamen inhibira notranji segment globusa palidusa in retikulatni del substancije nigre. V indirektni poti pa putamen inhibira zunanji segment globusa palidusa. Ta ima inhibitorne povezave z notranjim segmentom globusa palidusa in subtalamičnim jedrom. Subtalamično jedro ekscitira notranji segment globusa palidusa. Notranji segment globusa palidusa in retikulatni del substancije nigre inhibirata ventralno anteriorno in ventralno lateralno talamično jedro, ki imata ekscitatorne povezave s frontalnimi motoričnimi področji skorje. Iz retikulatnega dela substancije nigre poteka tudi povezava v pedunkulopontino jedro v možganskem deblu. Za razliko od nevronov v striatumu, ki so v mirovanju malo aktivni, so nevroni notranjega segmenta globusa palidusa zelo aktivni in inhibirajo aktivnost v talamusu. Ko pa je striatum aktiviran, pride do disinhibicije talamusa, ki posledično ojači aktivnost nevronov v motorični skorji in uravnava gib. Direktna pot ima torej pozitiven učinek na izvedbo giba. V indirektni poti pa je zaradi majhne aktivnosti striatuma v mirovanju močno aktiven zunanji segment globusa palidusa, ki inhibira subtalamično jedro in notranji segment globusa palidusa. Subtalamično jedro ne more ekscitirati notranjega segmenta globusa palidusa, ta pa ne more inhibirati talamusa, zato ima talamus v mirovanju večjo aktivnost. Nasproten učinek ima aktivacija striatuma, kjer indirektna pot prepreči gib. Obe poti imata torej nasprotujoči si vlogi, ki ohranjata ravnotežje v delovanju motoričnega sistema.
Na podoben način je sestavljena okulomotorična zanka, ki nadzoruje nehotne, nagle, kratke premike oči. Začne se v skorji frontalnega in parietalnega režnja in nadaljuje v nucleus caudatus, ki inhibira notranji segment globusa palidusa in retikulatni del substancije nigre. Od tod potekajo inhibitorne povezave v ventralno anteriorno in medialno dorzalno talamično jedro, ki zanko vrneta v skorjo frontalnega režnja, odgovorno za nadaljnjo izvedbo očesnih gibov. Retikulatni del substancije nigre pošilja nitje še v colliculus superior.
Nevrotransmitorji v bazalnih ganglijih so različni. Glavni ekscitirajoči nevrotransmitor je glutamat, ki se sprošča iz nevronov možganske skorje, subtalamičnega jedra in talamusa. V striatumu se sintetizira acetilholin, ki deluje lokalno med internevroni. Glavni inhibirajoči nevrotransmitor je γ-aminomaslena kislina (γ-aminobutyric acid, GABA), ki se sprošča iz striatuma in paliduma. Pomembno vlogo ima nevrotransmitor dopamin. Sprošča ga substantia nigra pars compacta, ki z njim modulira aktivnost striatuma. Razpadni produkt dopamina je nevromelanin, ki daje temno barvo substanciji nigri (latinsko substantia nigra "črna snov"). Dopamin na direktno pot deluje ekscitirajoče preko dopaminskih receptorjev D1, na indirektno pa inhibirajoče preko dopaminskih receptorjev D2, vendar najbrž ne s proženjem postsinaptičnih potencialov, temveč s spreminjanjem odgovora striatnih nevronov na druge nevrotransmitorje. Med ostalimi nevrotransmitorji in nevromodulatorji so v bazalnih ganglijih tudi serotonin, substanca P, enkefalin, dinorfin, holecistokinin in somatostatin.

## Patofiziologija
Parkinsonizem nastane zaradi znižanja aktivnosti dopaminergičnih nigrostriatnih nevronov ali zvišanja aktivnosti intrinzičnih holinergičnih nevronov v striatumu. Dopamin na internevrone v striatumu deluje inhibirajoče, zato je porast sproščanja acetilholina v striatumu povezan s pomanjkanjem dopamina. Prav neravnovesje med tema dvema sistemoma je ključ za razumevanje Parkinsonove bolezni. Povečana aktivnost holinergičnih nevronov je domnevno vzrok tremorju in rigidnosti, ne pa akineziji. Zato antiholinergična zdravila (npr. benzatropin) bolj učinkujejo proti tremorju kot hipokinetičnim znakom.
V patofiziološkem smislu ima najpomembnejšo vlogo pri nastanku akinezije nevrotransmitor dopamin. Ob pomanjkanju dopamina v bazalnih ganglijih je odsoten njegov ekscitirajoči vpliv na direktno pot. Iz striatuma se sproža manj inhibirajočih signalov v notranji segment globusa palidusa in retikulatni del substancije nigre, ti dve jedri pa posledično močneje inhibirata talamus in njegovo ekscitatorno vlogo v organizaciji gibanja. Pomanjkanje dopamina pa ima nasproten učinek na indirektno pot. Dopaminska inhibicija te poti je zmanjšana, zato striatum močneje inhibira zunanji segment globusa palidusa. Subtalamično jedro postane disinhibirano, zato pošilja več ekscitirajočih signalov v signalov v notranji segment globusa palidusa in retikulatni del substancije nigre. Posledice so enake kot pri direktni poti – inhibicija talamusa in manjši priliv signalov za izvedbo giba v skorjo.

## Etiologija
Znižanje ravni dopamina nastane na več načinov. Najpogosteje je vzrok propad dopaminergičnih nevronov substancije nigre. To se zgodi pri Parkinsonovi bolezni, zastrupitvi z 1-metil-4-fenil-1,2,3,6-tetrahidropiridinom (MPTP) ali drugih, nespecifičnih vzrokih, kot so možganska ishemija, možgansko vnetje (encefalitis), hidrocefalus ali rast tumorja v velikih možganih. Nastanku Parkinsonove bolezni botrujejo okoljski dejavniki ali redka dedna okvara, ki povzroči napačno zvijanje in kopičenje beljakovine α-sinuklein v obliki Lewyjevih telesc. Smrt dopaminergičnih nevronov lahko povzroči tudi okvara gena, ki kodira beljakovino parkin. MPTP se z encimom monoamin-oksidazo (MAO-B) pretvori v toksični metabolit 1-metil-4-fenilpiridin (MPP+), ki ga selektivno privzame dopaminski prenašalni sistem in povzroča oksidativni stres v dopaminergičnih nevronih. Za nastanek parkinsonizma pa ni vedno nujna degeneracija nevronov, temveč ga lahko izzovejo tudi zdravila. Reserpin in tetrabenazin presinaptično znižujeta količino dopamina, fenotiazini (npr. klorpromazin), butirofenoni (npr. haloperidol), tioksanteni (npr. flupentiksol), substituirani benzamidi (npr. sulpirid) in drugi pa blokirajo dopaminske receptorje.

## Klinična slika
Učinki bolezni ekstrapiramidnega sistema so bodisi negativni (hipokinetični znaki) bodisi pozitivni (hiperkinetični znaki). Klinično se hipokinetični znaki, kamor spada akinezija, kažejo z oteženim premikanjem trupa in udov. Bolnik gibe težko začne, ko pa gibanje izvaja, ga s težavo ustavi. Bolnik slabše popravlja položaj telesa, njegova drža je sključena. Hodi počasi, podrsavajoče, s kratkimi koraki in težko spreminja smer. Če bolnika rahlo porinemo, pade. Pri večji prizadetosti pride do akinezije, ko hoja ni več mogoča. Zmanjšano je gibanje obraznega mišičja, zato ima bolnikov obraz izgled maske. Prizadeti so tudi mežikanje in očesni gibi, žvečenje, požiranje in artikulacija govora.
Pri bolnikih, ki imajo sicer hude težave s hojo in enostavnimi gibi, je mogoče opazovati fenomen kinesia paradoxa. Ob razburjenju ali izvajanju nenavadnih, kompleksnejših gibov se bolnikom povrne sposobnost hitrega in gladkega premikanja. Mehanizmi tega pojava so slabo raziskani.

## Zdravljenje
Zdravljenje akinezije je odvisno od mehanizma, ki je odgovoren za njen nastanek. Glavno zdravilo za zdravljenje Parkinsonove bolezni je levodopa, ki je predstopnje v sintezi dopamina. Levodopa se kombinira z različnimi drugimi učinkovinami, ki pomagajo dvigniti koncentracijo dopamina v centralnem živčnem sistemu s tem, da zavrejo razgradnjo levodope na periferiji (karbidopa, benserazid), zavrejo razgradnjo dopamina v nevronih (selegilin, rasagilin, etakapon, tolkapon) ali pomagajo pri sproščanju dopamina v sinapse (amantadin). Namesto dopamina lahko enak učinek dosežejo tudi agonisti dopaminskih receptorjev (bromokriptin, lisurid, pergolid, ropinirol, kabergolin, pramipeksol). Za zdravljenje tremorja so potrebni antagonisti muskarinskih receptorjev (benztropin, benzheksol), za preprečevanje slabosti (stranski učinek levodope) pa antiemetiki (domperidon). Pri zastrupitvi z MPTP je uporaben predvsem selegilin, saj zavira delovanje MAO-B in s tem nastanek toksičnega MPP+. Parkinsonizme drugih etiologij zdravimo vzročno.